# 白噪音 (2022年電影)
《白噪音》（英語：White Noise）是一部2022年英美合拍的後末日黑色喜劇電影，改編自堂·德里罗的1985年同名小說，講述一個當代美國家庭試圖處理日常生活中的世俗衝突，同時努力解決愛、死亡以及亂世中獲得幸福的可能奧秘。電影由諾亞·波拜克編劇兼執導，也是首部非根據自己原創劇本的長片作品；主演陣容包括亞當·崔佛、葛莉塔·潔薇和唐·奇鐸。
《白噪音》2022年8月31日在第79屆威尼斯影展首映，2022年11月25日在美國有限上映，2022年12月30日在Netflix全球上線。電影獲得普遍兩極的評價，媒體與影評界稱讚波拜克的創作野心、攝影、配樂、演員的表現，但針對敘事手法、基調、氛圍則存在著觀點分歧；反對的評論認為，電影的局面與情節趨於混亂，節奏拿捏差強人意。

## 演員
- 亞當·崔佛飾演傑克·格拉德尼教授（Prof. Jack Gladney）
- 葛莉塔·潔薇飾演芭貝特·格拉德尼（Babette Gladney）
- 唐·奇鐸飾演莫瑞·西斯金德教授（Prof. Murray Siskind）
- 拉菲·卡西迪（英语：Raffey Cassidy）飾演丹妮絲（Denise）
- 安德烈·班傑明（英语：André 3000）飾演艾略特·拉希爾（Elliot Lasher）
- 茱蒂·透納-史密斯（英语：Jodie Turner-Smith）飾演溫妮·理查茲（Winnie Richards）
- 拉爾斯·艾丁格飾演艾洛·斯海爾（Arlo Shell）
- 山姆·尼沃拉（Sam Nivola）飾演亨利希（Heinrich）
- 梅·尼沃拉（May Nivola）飾演史蒂菲（Steffie）

## 發行
《白噪音》2022年8月31日登上第79屆威尼斯影展以開幕片舉行全球首映；9月30日也在2022年紐約影展擔任開幕片。電影2022年11月25日在美國有限上映，2022年12月30日在串流媒體Netflix全球上線。

## 反響
《白噪音》在爛番茄網站上基於242篇評論，新鮮度63%，平均得分6.4／10；該網站共識：「《白噪音》可能偶爾會因據稱無法影像化的原作情節而掙扎，但諾亞·波拜克仍成功抓到這則令人出乎意料的應景故事之核心。」在Metacritic上，電影根據45位評論家而得分66，代表「普遍好評」。

## 外部連結
- 互联网电影数据库（IMDb）上《白噪音》的资料（英文）

#invoke:NavboxV2